# Etiella behrii
Etiella behrii är en fjärilsart som beskrevs av Philipp Christoph Zeller 1848. Etiella behrii ingår i släktet Etiella och familjen mott. Inga underarter finns listade i Catalogue of Life.